# Кравченко, Юрий Фёдорович
Ю́рий Фёдорович Кра́вченко (укр. Юрій Федорович Кравченко; 5 марта 1951, Александрия, Кировоградская область — 4 марта 2005, Киев) — работник правоохранительных органов СССР и Украины, министр внутренних дел Украины (1995—2001). Генерал внутренней службы Украины (1998).

## Биография
Родился 5 марта 1951 года в городе Александрия Кировоградской области Украинской ССР.

### Образование
С 1966 по 1970 год учился в Александрийском индустриальном техникуме, с ноября 1970 по ноябрь 1972 года служил в советской армии.
Работал электриком на Кировоградском заводе печатных машин.

### Работа в органах внутренних дел
С 1974 по 1978 год учился в Горьковской высшей школе МВД СССР, по окончании которой работал в органах внутренних дел инспектором и старшим инспектором ОБХСС отделения внутренних дел Светловодского горисполкома Кировоградской области.
С 1981 по 1986 год работал начальником отделения угрозыска, заместителем начальника и начальником отделения внутренних дел Александрийского горисполкома Кировоградской области. В апреле 1986 года был назначен на должность начальника отделения по борьбе с наркоманией Управления уголовного розыска МВД УССР, в апреле 1988 года стал заместителем начальника 7-го управления МВД УССР, а в сентябре 1989 года — начальником УВД Кировоградской области.
В декабре 1992 года стал заместителем министра и начальником криминальной милиции МВД Украины, а через два года — председателем Государственного таможенного комитета Украины. В июле 1995 года был назначен на должность министра внутренних дел Украины.
В 1998 году защитил диссертацию в Харьковском университете внутренних дел Украины и стал кандидатом юридических наук, в том же году получил звание заслуженного юриста Украины.
В конце 2000 года стал одним из участников «кассетного скандала» — на плёнках майора Мельниченко были зафиксированы голоса, похожие на голоса Кравченко и президента Кучмы, обсуждавших возможность убийства Георгия Гонгадзе.
Был уволен с поста главы МВД в марте 2001 года.

### Государственная служба

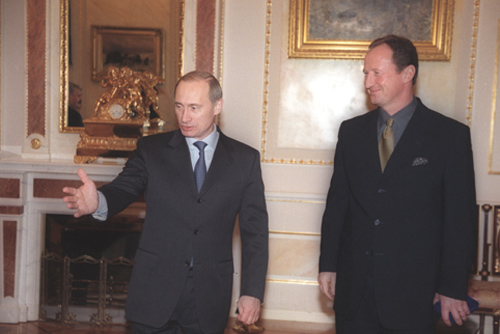
Юрий Кравченко с Владимиром Путиным (2000 год)

С декабря 2001 по май 2002 года был председателем Херсонской областной государственной администрации. В мае 2002 года стал директором Института права имени Св. Владимира при Межрегиональной академии управления персоналом, а в декабре того же года — председателем Государственной налоговой администрации Украины. Летом 2004 года был уволен с поста председателя ГНАУ.

## Гибель
Утром 4 марта 2005 года, накануне своего дня рождения, был обнаружен мёртвым на своей даче, в элитном посёлке «Золотые ворота» в Конча-Заспе под Киевом, с двумя огнестрельными ранениями в голову. В тот день он должен был прийти по повестке на допрос в Генеральную прокуратуру Украины по возобновлённому после «оранжевой революции» расследованию «дела Гонгадзе».
Похоронен 7 марта на Байковом кладбище в Киеве.

### Версии смерти
- По официальной версии, Юрий Кравченко покончил жизнь самоубийством, два раза выстрелив себе в голову.[1][2]
- По мнению министра внутренних дел Украины Юрия Луценко, высказанному 14 сентября 2007 года, его предшественник Кравченко был убит:

Я не верю в самоубийство Кравченко и имею на это доказательства… Определённые вопросы к экспертам… были сформулированы, чтобы подвести под версию самоубийства.

- По мнению специалиста в области судебной медицины профессора Николая Полищука (известного рядом научных трудов в области судебно-медицинских исследований, в частности огнестрельных ранений головы), характер ранений и положение тела исключают версию самоубийства. Так, одним из доказательств насильственной смерти Полищук называет два огнестрельных ранения в голову. Характер первого ранения не позволил бы Кравченко действовать целенаправленно и произвести второй выстрел. После первого выстрела, получив такие телесные повреждения (были раздроблены обе челюсти, зубы, носовой хрящ), он физически не смог бы произвести второй выстрел себе в висок[источник не указан 5021 день]. Начальник Главного бюро судебно-медицинской экспертизы Минздрава Украины канд. мед. наук Василий Бурчинский в 2011 году на вопрос журналиста от комментирования мнения Н. Полищука отказался, заметив, что «в практике судебной экспертизы бывают случаи, в которые просто невозможно поверить…»[4].
- По мнению экс-генпрокурора Украины Михаила Потебенько: «Уверен, что к самоубийству его привела та шумиха, которую подняли (вокруг „дела Гонгадзе“, — Прим.). Ведь он как оперативник видел и понимал, что за ним следят. Он и не смог выдержать такого психологического давления…»[5]

## Обвинения по делу Гонгадзе
Уже после гибели генерала Кравченко в постановлении Генпрокуратуры Украины от 13 сентября 2010 года о привлечении А. П. Пукача к уголовной ответственности содержалось обвинение в адрес Кравченко в том, что он приказал своему подчинённому убить журналиста Гонгадзе:

…Примерно 13—14 сентября 2000 года в своем служебном кабинете в городе Киеве по улице Богомольца, 10 министр внутренних дел Кравченко Ю. Ф. устно отдал начальнику ГУКП МВД Украины Пукачу А. П. явно преступный приказ — убить журналиста Гонгадзе Г. Р. для прекращения таким образом журналистской деятельности.

## Награды и почётные звания
- Орден Богдана Хмельницкого III степени (21 августа 1999 года) — за самоотверженный труд, выдающиеся личные заслуги в государственном строительстве, социально-экономическом, научно-техническом и культурном развитии Украины и по случаю 8-й годовщины независимости Украины[7]
- Заслуженный юрист Украины (6 марта 1998 года) — за весомые личные заслуги в укреплении законности и правопорядка, высокий профессионализм[8]
- Большой крест ордена Заслуг (19 июня 2001 года, Португалия)[9]
- Гранд-офицер ордена Освободителя Сан-Мартина (11 декабря 1998 года, Аргентина)[10].
- Орден Святого Дмитрия Солунского III степени (церковный, УПЦ МП)
- Орден святого равноапостольного князя Владимира I степени (церковный, УПЦ МП)
- Почётный гражданин города Александрии
- Почётный Президент Ассоциации профессиональных видов единоборств